# Corridor Scandinavie-Méditerranée
Le corridor Helsinki-La Valette ou corridor Scandinavie-Méditerranée est le cinquième des dix axes prioritaires du réseau transeuropéen de transport.

## Parcours
Le corridor reliera les villes suivantes:
- Helsinki – Turku – Stockholm – Malmö – Copenhague – Fehmarn – Hambourg – Hanovre
- Brême – Hanovre – Nuremberg – Munich – Brennero – Verone – Bologne – Livourne - La Spezia - Ancône – Rome – Naples – Bari
- Naples – Palerme – La Valette